# Kettlersville
Kettlersville és una població dels Estats Units a l'estat d'Ohio. Segons el cens del 2000 tenia 175 habitants.

## Demografia
Segons el cens del 2000, Kettlersville tenia 175 habitants, 60 habitatges, i 46 famílies. La densitat de població era de 66,2 habitants per km².
Dels 60 habitatges en un 48,3% hi vivien nens de menys de 18 anys, en un 65% hi vivien parelles casades, en un 6,7% dones solteres, i en un 23,3% no eren unitats familiars. En el 23,3% dels habitatges hi vivien persones soles el 13,3% de les quals corresponia a persones de 65 anys o més que vivien soles. El nombre mitjà de persones vivint en cada habitatge era de 2,92 i el nombre mitjà de persones que vivien en cada família era de 3,39.
Per edats la població es repartia de la següent manera: un 37,1% tenia menys de 18 anys, un 5,1% entre 18 i 24, un 29,7% entre 25 i 44, un 14,3% de 45 a 60 i un 13,7% 65 anys o més.
L'edat mediana era de 30 anys. Per cada 100 dones de 18 o més anys hi havia 93 homes.
La renda mediana per habitatge era de 50.000 $ i la renda mediana per família de 51.250 $. Els homes tenien una renda mediana de 31.500 $ mentre que les dones 30.833 $. La renda per capita de la població era de 17.167 $. Cap de les famílies i l'1,2% de la població estaven per davall del llindar de pobresa.

## Poblacions més properes
El següent diagrama mostra les poblacions més properes.